# Východní katolické kanonické právo
Tento článek se zabývá kanonickoprávními tradicemi 23 východních katolických církví sui juris. Přehled kanonickoprávní tradice celé katolické církve, východní i latinské, naleznete v článku Kanonické právo katolické církve. O právu východních pravoslavných církví viz Kanonické právo východní pravoslavné církve.
Východní katolické kanonické právo je právo 23 katolických sui juris (autonomních) partikulárních církví východní katolické tradice. Východní katolické kanonické právo zahrnuje jak společnou tradici všech východních katolických církví, která je nyní obsažena především v Kodexu kánonů východních církví, tak i partikulární právo vlastní každé jednotlivé východní katolické partikulární církvi sui juris. Východní kanonické právo se odlišuje od latinského kanonického práva, které se vyvíjelo po samostatné linii ve zbytcích západořímské říše a je nyní kodifikováno především v Kodexu kanonického práva z roku 1983.

## Historie

### Nomokánony
Hlavní článek: Nomokánon
Nomokánon je sbírka církevního práva, která se skládá z prvků práva civilního i kanonického. Sbírky tohoto druhu se vyskytovaly pouze ve východním právu. Řecká církev má dvě hlavní nomokanonické sbírky.
Prvním nomokánonem je „Nomokánon Jana Scholastika“ ze šestého století. Ten sestavil (kolem roku 550) čistě kanonickou kompilaci v 50 titulech a později sestavil výtah z Justiniánových Novellae Constitutiones v 87 kapitolách, které se týkají církevních záležitostí. Ke každému z 50 titulů byly přidány texty císařských zákonů na stejné téma a dalších 21 kapitol, téměř všechny převzaté z Janových 87 kapitol.
Druhý nomokánon pochází z doby vlády byzantského císaře Herakleia (r. 610–641). Vznikl sloučením Collectio tripartita (sbírky Justiniánova císařského práva) a „Kanonické syntagmy“ (církevních kánonů). Později bude tato sbírka známá jako „Nomokánon ve 14 titulech“. Tento nomokánon byl dlouho v úctě a přešel do ruské církve, ale postupně byl v roce 883 vytlačen „Fotiovým nomokánonem“.
Velkým systematickým kompilátorem východní církve, který zaujímá podobné postavení jako Gratián na Západě, byl Fotius, konstantinopolský patriarcha v 9. století. Jeho sbírka ve dvou částech – chronologicky uspořádaná kompilace synodálních kánonů a revize Nomokánonu – tvořila a do současnosti tvoří klasický pramen starověkého církevního práva pro řeckou církev.
V podstatě se jednalo o nomokánon ve 14 titulech s doplněním 102 kánonů Trullanské synody (viz Kanonické právo), 17 kánonů Konstantinopolského koncilu konaného v roce 861 a 3 kánony, kterými Fotios nahradil kánony Konstantinopolského koncilu v roce 869. Nomokánon ve 14 titulech byl doplněn novějšími císařskými zákony.
Fotiův nomokánon byl zachován v právu řecké církve a byl zařazen do sbírky Syntagma, kterou vydali Rallis a Potlis (Athény, 1852–1859). I když se nazývá Syntagma, sbírka církevního práva Matea Blastarese z roku 1335 je skutečným nomokánonem, v němž jsou texty zákonů a kánonů uspořádány v abecedním pořadí.

### Lev XIII.
Po vzoru slavného libanonského koncilu pro maronity, který se konal v roce 1730, a zamoského koncilu pro rusíny (rutény) v roce 1720 vypracovaly východní církve na návrh Lva XIII. na plenárním shromáždění své vlastní místní právo: Syřané ve Sciarfě v roce 1888, ruténi v Leopolu v roce 1891 a o něco později koptové.

### Benedikt XV. založilPosvátnou kongregaci pro východní církev
Do roku 1917 existovalo na Posvátné kongregaci pro šíření víry oddělení pro „záležitosti východního obřadu“, které zaniklo 30. listopadu 1917. Benedikt XV. založil Posvátnou kongregaci pro východní církev motu proprio Dei Providentis.
Posvátné kongregaci pro východní církev předsedal sám nejvyšší pontifik a jejími členy bylo několik kardinálů Svaté římské církve, z nichž jeden vykonával funkci sekretáře. Dále zde působili poradci, kteří byli vybíráni z řad významnějších duchovních a osob se zkušenostmi v orientálních záležitostech.

### Pius XI.
V roce 1929 zřídil Pius XI. komisi, která měla vypracovat schéma východního katolického kanonického kodexu, Commissionem Cardinalitiam pro Studiis Praeparatoriis Codificationis Orientalis. V roce 1935 zřídil tentýž papež další komisi se stejným cílem, Pontificia Commissio ad redigendum Codicem iuris canonici orientalis, která měla nahradit tu první.

### Reformy Pia XII.
Hlavní článek: Východní kanonické reformy Pia XII.
Svým zájmem o východní katolické církve a jejich celkem deset milionů členů navázal papež Pius na iniciativy svých předchůdců, zejména papeže Lva XIII. a Pia XI. Tyto církve, ne nepodobné latinské církvi před vydáním kodexu z roku 1917, měly své vlastní starobylé zákony, které nebyly kodifikovány. Reforma zákonů východních církví, CIC Orientalis pro východní církve, byla dokončena za pontifikátu Pia XII. Nové, velmi obsáhlé církevní zákony upravovaly manželské právo, církevní procesy, správu církevního majetku a řeholních řádů a práva jednotlivců.

## Kodex kánonů východních církví
Hlavní článek: Kodex kánonů východních církví
Kodex kánonů východních církví (CCEO) je kodifikace společných částí kanonického práva pro 23 z 24 církví sui iuris katolické církve z roku 1990. Je rozdělen do 30 hlav a obsahuje celkem 1540 kánonů, přičemž úvodní část tvoří úvodní kánony. Papež Jan Pavel II. promulgoval CCEO 18. října 1990 dokumentem Sacri Canones a CCEO vstoupil v platnost 1. října 1991. 23 církví sui iuris, které společně tvoří východní katolické církve, bylo katolickou církví vyzváno, aby kodifikovaly své vlastní partikulární zákony a předložily je papeži, aby tak mohlo být plně a úplně kodifikováno celé kanonické právo v rámci katolicismu. Latinská církev se řídí svými vlastními partikulárními kánony, které se nacházejí v Kodexu kanonického práva z roku 1983.

## Dikasterium pro východní církve
Hlavní článek: Dikasterium pro východní církve
Dřívějším názvem Kongregace pro východní církve je od  5. červnu 2022 Dikasteriem pro východní církve, které je zodpovědné za kontakty s východními katolickými církvemi s cílem napomáhat jejich rozvoji, chránit jejich práva a také udržovat v jedné katolické církvi vedle liturgického, disciplinárního a duchovního dědictví latinské církve také dědictví různých východních křesťanských tradic. „Projednává záležitosti týkající se osob nebo věcí, které se dotýkají katolických východních církví“ a bylo založeno motu proprio Dei Providentis papeže Benedikta XV. jako „Posvátná kongregace pro východní církve“ 1. května 1917.
Patriarchové a arcibiskupové maior východních církví a předseda Dikasteria pro podporu jednoty křesťanů jsou členy tohoto dikasteria na základě samotného práva. Konzultoři a úředníci jsou vybíráni tak, aby co nejvíce odráželi rozmanitost obřadů.
Toto dikasterium má pravomoc nad
1. všemi záležitostmi, které se týkají se východních církví, které byly postoupeny Svatému stolci (struktura a organizace církví; výkon učitelského, posvěcujícího a řídícího úřadu; postavení, práva a povinnosti osob) a
2. návštěvami ad limina východních biskupů.

Do kompetence této kongregace nepatří výlučná kompetence Dikasteria pro nauku víry a Dikasteria pro blahořečení a svatořečení, Apoštolské penitenciárie, Signatury a Roty (včetně toho, co se týká dispenzí pro manželství ratum sed non consummatum. V záležitostech, které se týkají východních i latinských církví, dikasterium jedná, pokud je záležitost dostatečně důležitá, po konzultaci s dikasteriem, které má v dané věci kompetenci pro latinskou církev.
Dikasterium věnuje zvláštní pozornost komunitám východních katolických věřících, které žijí na území latinské církve, a stará se o jejich duchovní potřeby tím, že jim poskytuje návštěvy a dokonce i vlastní představené, pokud je to možné a pokud to počet a okolnosti vyžadují, po konzultaci s Dikasteriem kompetentním pro zřizování partikulárních církví v daném regionu.